# Fuquan
För andra betydelser, se Fuquan (olika betydelser).
Fuquan är en stad på häradsnivå i Qiannan, en autonom prefektur för buyei- och miao-folken i Guizhou-provinsen i sydvästra Kina Den ligger omkring 84 kilometer öster om provinshuvudstaden Guiyang. 
1. ↑  http://www.geohive.com/cntry/CN-52_ext.aspx